# 座間市立相模が丘小学校
座間市立相模が丘小学校（ざましりつ さがみがおかしょうがっこう）は、神奈川県座間市相模が丘三丁目にある公立小学校。本校の児童や、卒業生の間では、「がおか」と呼ばれる事が多い。

## 沿革
出典
- 1976年（昭和51年）
  - 4月1日 - 座間市相模台616番地（現在地）に、座間市立相模野小学校より分離独立し開校。校旗授与。
  - 4月2日 - 開校式挙行。開校時点の児童数1078名・学級数28学級・職員数45名でスタートした。
  - 10月19日 - この日を開校記念日と制定。
  - 12月6日 - 校歌制定。
- 1977年（昭和52年）9月1日 - 鼓笛隊編成。
- 1978年（昭和53年）2月25日 - 体育館竣工。
- 1981年（昭和56年）6月1日 - それまでの大字相模台に住居表示を実施するに当たり、相模が丘と改称したため所在地表記変更。
- 1986年（昭和61年）10月19日 - 開校10周年記念式典挙行。
- 2000年（平成12年）2月23日 - 2000年記念「はばたけ」の航空写真撮影。
- 2003年（平成15年）7月21日 - この日から、8月末（夏休み期間）まで、全校舎「耐震補強工事」とC棟「トイレ改修工事」実施。
- 2005年（平成17年）
  - 5月10日 - 開校30周年記念航空写真「かがやけ」撮影。
  - 10月18日 - 開校30周年記念式典挙行し、記念音楽会開催。
- 2006年（平成18年）10月5日 - プラネタリウム内機器修繕。
- 2017年（平成29年）
  - 3月 - この月から翌月にかけて、トイレの床張替。
  - 3月16日 - この日から3月末まで、駐車場改修工事。
  - 8月 - 給食調理室ガス配管工事。
- 2019年（平成31年）4月1日 - 情緒通級指導教室開設。

## 学校教育目標
出典
豊かな心を持ち、より良く生きる子の育成

## 通学区域
出典
- 座間市
  - 相模が丘一丁目
  - 相模が丘二丁目
  - 相模が丘三丁目
  - 相模が丘五丁目

## 進学中学校
出典
- 座間市
  - 座間市立相模中学校

## 交通
- 座間市コミュニティバス『ザマフレンド号』「B小松原・病院経由コース」で、「相模が丘小前」バス停下車[4]。
- 小田急小田原線相武台前駅から、
  - 上述の『ザマフレンド号』で、「相模が丘小前」バス停まで45分（朝のイオンモール座間始発便除く）。なお、『ザマフレンド号』は片方向の運行の為、相武台前駅まで15分（途中止まりとなる座間市役所発最終便除く）。
  - 神奈川中央交通バスで、「台01」系統・相武台団地循環、「相27」系統・相模原駅南口行、「台13」系統・北里大学行で約2分、「北相武台」バス停下車後、徒歩5分[5]。
    - 相武台前駅の『ザマフレンド号』（駅南口発着）と神奈中の一般路線バス（駅前発着）の発着点が異なるので、利用時は注意が必要。
- 小田急小田原線小田急相模原駅から、徒歩15分[5]。